# Clearwater Golf Club
De Clearwater Golf Club is een golfclub in Nieuw-Zeeland die  opgericht werd in 2002. De club beschikt over een 18-holes golfbaan en het bevindt zich in Christchurch, Canterbury.
De golfbaan werd ontworpen door de golfbaanarchitect Bob Charles en het werd op 25 maart 2002 officieel geopend. In 2009 kochten de leden van de club de golfbaan en het clubhuis op van de ontwikkelaars.

## Toernooien
De lengte van de baan is bij de heren 6526 meter met een course rating (CR) van 137. Voor de dames is de lengte 5694 meter met een CR van 137.
- New Zealand Open: 2011 & 2012
- New Zealand Women's Open: 2009 & 2013-heden